# Diasistema
En lingüística, diasistema és un conjunt més o menys complex de diverses parles. No s'ha de confondre amb un sistema lingüístic; més aviat és una sèrie de sistemes interrelacionats que constitueixen un grup no-unitari, és a dir, que no són un mateix sistema lingüístic o llengua unitària, sinó variable. No s'ha de barrejar amb el concepte de llengua estàndard. Una llengua estàndard és una elaboració artificial planificada destinada a emprar-se en l'ensenyament, els usos oficials, els escrits, etc.

## Exemples

### Diasistema occitano-català
- Exemple de text en occità (variant llenguadociana):

La mitologia es l'estudi dels mits, designa l'ensemble dels recits mitics ligats a una civilizacion, una religion o un tèma particular. La mitologia prend sens e activitat dins una cultura socio-religiosa. Lo mot es generalament utilizat per descriure los sistèmas religioses dels monds ancians o de las civilizacions primièras, aluènhadas dins l'espaci o dins lo temps.
Exemple de text en occità (variant gascona aranesa):
Era mitologia es er estudi des mits, designa er ensemble des recits mitics ligats a una civilizacion, una religion o un tèma particular. Era mitologia prend sens e activitat dins una cultura socio-religiosa. Eth mot es generalament utilizat per descriure es sistèmes religioses des monds ancians o des civilizacions primières aluènhades dins er espaci o dins eth temps.
Exemple de text en occità (variant provençal):
La mitologia es l'estudi dei mits, designa l'ensemble dei recits mitics ligats a una civilizacion, una religion o un tèma particular. La mitologia prend sens e activitat dins una cultura socio-religioa. Lo mot es generalament utilizat per descriure lei sistèmas religioas dei monds ancians o dei civilizacions primièras aluènhadas dins l'espaci o dins lo temps.
- Exemple de text en català (català estàndard):

La mitologia és l'estudi dels mites, designa el conjunt dels relats mítics lligats a una civilització, una religió o un tema particular. La mitologia pren sentit i activitat dins d'una cultura socioreligiosa. El mot és generalment utilitzat per a descriure els sistemes religiosos dels antics mons o de les civilitzacions primeres, allunyades dins l'espai o dins el temps.

### Diasistema galaicoportuguès
- Exemple de text en portuguès:

A origem do termo artes marciais é ocidental e latina, uma referência às artes de guerra e luta. A sua origem confunde-se com o desenvolvimento das civilizações quando, logo após o desenvolvimento da onda tecnológica agrícola, alguns começam a acumular riqueza e poder, ensejando o surgimento de cobiça, inveja, e o seu corolário, a agressão. A necessidade abriu espaço para a profissionalização da proteção pessoal.
- Exemple de text en gallec (RAG):

A orixe do termo artes marciais é occidental e latina, unha referencia ás artes de guerra e loita. A súa orixe confóndese co desenvolvemento das civilizacións cando, logo despois do desenvolvemento da onda tecnolóxica agrícola, algúns comezan a acumular riqueza e poder, dando lugar o xurdimento da cobiza, a envexa, e o seu corolario, a agresión. A necesidade abriu espazo para a profesionalización da protección persoal.
- Exemple de text en gallec reintegrat (AGAL):

A origem do termo artes marciais é ocidental e latina, umha referência às artes de guerra e loita. A sua origem confunde-se com o desenvolvimento das civilizaçoms quando, logo após o desenvolvimento da onda tecnológica agrícola, alguns començam a acumular riqueza e poder, ensejando o surgimento de cobiça, inveja, e o seu corolário, a agressom. A necessidade abriu espaço para a profissionalizaçom da proteçom pessoal.

### Altres exemples
- Castellà i Judeocastellà
- Txec i Eslovac
- Danès, noruec Bokmål i noruec Nynorsk
- Neerlandès i Baix saxó
- Serbi i croat, que eren percebuts -fins a la ruptura de la República Federal Socialista de Iugoslàvia- com dos dialectes del Serbocroat, però als que ara es considera dos llenguatges separats en haver canviat el context polític.
- L'Hindi i l'Urdú, per disputes polítiques ambdós dialectes tenen alfabet distints i se'ls considera dos llenguatges diferents pels estats on es parlen.